# Stazione di Carbonia Serbariu
Stazione di Carbonia Serbariu vasútállomás Olaszországban, Szardínia régióban, Carbonia településen.

## Vasútvonalak
Az állomást az alábbi vasútvonalak érintik:
- Villamassargia–Carbonia vasútvonal

## Kapcsolódó állomások
A vasútállomáshoz az alábbi állomások vannak a legközelebb: 
- Stazione di Carbonia Stato